# Association des anciens honneurs héréditaires
Pour les articles homonymes, voir AHH.
L’association des anciens honneurs héréditaires (AHH) est une association loi de 1901 créée en 1967 qui réunit en un cercle amical des familles dont au moins trois générations consécutives ont été reçues dans l'ordre de la Légion d'honneur,.

## Objet de l'association et conditions d'admission
Cofondée en 1967 par Guy Guérin du Masgenêt, capitaine au long cours (1939), lieutenant de vaisseau (1941), administrateur principal des Affaires maritimes (commandant), officier des Forces navales françaises libres, officier de la Légion d'honneur,  Croix de guerre avec trois citations , décoré de la Distinguished Service Cross, membre de la Société archéologique et historique du Limousin , l’association des anciens honneurs héréditaires (AHH), indique dans ses statuts (article 2) : « Réunir des familles que la loi a voulu honorer d’une façon particulière, soit parce que leur auteur a reçu des lettres patentes de chevalier au titre de la Légion d’honneur sous le Premier Empire, soit parce qu’elles comptent, au sens de l’ordonnance du 8 octobre 1814, trois générations consécutives en ligne masculine dans l’ordre de la Légion d’honneur » 
L'association fut soutenue par l'Institut de France en 2015 par une subvention de la Fondation Lefort-Beaumont pour l'achat de 150 livres des actes du colloque La transmission familiale de l'esprit de service du 19 septembre 2014, au profit de bibliothèques publiques, centres de recherches, lycées etc.
Cette association revendique plus de 500 familles adhérentes. Son sigle AHH figure au répertoire des abréviations et sigles du Bottin mondain.

## L'ordonnance du 8 octobre 1814
L’ordonnance du 8 octobre 1814 prescrivait les justifications à faire pour l'expédition et la délivrance de lettres patentes conférant le titre personnel de chevalier aux membres de la Légion d'honneur, et déterminait le cas dans lequel la noblesse leur sera acquise héréditairement.
- Art. 1er. Il continuera d'être expédié des lettres patentes conférant le titre personnel de chevalier et des armoiries aux membres de la Légion d'honneur, qui se retireront à cet effet devant le Chancelier de France, et qui justifieront qu'ils possèdent un revenu net de trois mille francs au moins, en biens immeubles situés en France[9].
- Art. 2. Lorsque l'aïeul, le fils et le petit-fils auront été successivement membres de la Légion d'honneur, et auront obtenu des lettres patentes, conformément à l'article précédent, le petit-fils sera noble de droit, et transmettra la noblesse à toute sa descendance[9].Il n'existe qu'un cas connu de chevalier héréditaire en application de l'ordonnance de 1814 (3 générations de membres de la Légion d'honneur ayant obtenu des lettres patentes de chevalier) : Flüry, décret du 25 septembre 1874, avant que ne soit adopté l'amendement Wallon et que le président de la République ne décide par conséquent en conseil des ministres du 10 mai 1875 « qu'il y a lieu, en l'état de nos lois constitutionnelles, de laisser de côté les demandes ayant pour objet le relèvement ou la collation de titres français ». Plus récemment, la Grande Chancellerie de la Légion d'honneur a déclaré que « ne pourrait être qu'incompatible avec la Constitution de 1958 toute interprétation autre, étant en particulier observé que le préambule et l'article 2 de l'actuelle loi suprême de la République font obstacle à ce que, même dans certains cas et sous certaines conditions, la seule naissance puisse conférer titres ou privilèges honorifiques particuliers en France ».

Il y a eu cependant des cas de chevaliers héréditaires confirmés selon les décrets impériaux du 1er mars 1808 et du 3 mars 1810 :
- Domitien Joseph Asselin de Williencourt (chevalier de l'Empire le 22 octobre 1810, confirmé par décret impérial du 11 mars 1863 en faveur d'un petit-fils, éteint) ;
- Jacquot (chevalier de l'Empire par lettres patentes du 23 juillet 1810, confirmé par décret impérial du 13 février 1864 en faveur du fils, éteint) ;
- Vésin (chevalier de l'Empire par lettres patentes du 11 juillet 1810, confirmé en faveur de l'aîné de ses petits-fils par décret du 25 septembre 1874, éteint).